# Битва за Львів (1939)
Битва за Львів 1939 року — бойові дії, що тривали в період з 12 по 22 вересня 1939 року під час Другої світової війни, в ході яких польські війська обороняли місто перед частинами спочатку Третього Рейху, а потім і Червоної Армії, що наступали. В результаті бойових дій 22 вересня 1939 року гарнізон міста капітулював перед Червоною армією, яка в свою чергу взяла місто під свій контроль.

## Довоєнні плани
У міжвоєнному двадцятиріччі Львів був одним з найбільших гарнізонів Польщі.
Львову і всьому Львівському воєводству відводилася велика роль в оперативному плані «Схід», розробка якого закінчилася у лютому 1939 року. План передбачав ведення оборонної війни проти СРСР за допомогою союзної Румунії та матеріальної підтримки західних держав. Львів і воєводство повинні були стати ареною безпосередніх боїв, необхідних для утримання польської оборони, так як через цю територію проходили важливі для військових цілей залізниці: Львів — Броди, Львів — Золочів, Львів — Бережани і залізничне сполучення з Румунією.
Передбачалося, що в разі застосування оперативного плану «Захід», мобілізовані у Львові частини будуть спрямовані проти німців. Надалі передбачалося розмістити в місті запасні частини, польові шпиталі та інші тилові установи. Передбачалося також, як і за планом «Схід», що командування окружного корпусу № 6 з його залізничним вузлом Львів, зіграє важливу роль у військових поставках з Румунії, а можливо і з СРСР, якщо той буде дотримуватися нейтралітету, в чому зобов'язувався договором про ненапад 1932 року. Оборона міста взагалі не передбачалася, так як ніхто не очікував такого розвитку подій, щоб це стало необхідністю.

## Мобілізація у Львові
23 серпня 1939 року була оголошена мобілізація льотчиків і ППО, яка охопила 6-й авіаполк 6-го дивізіону зенітної артилерії. Полк сформував льотні підрозділи для Армії «Лодзь» і бомбардувальної бригади, а також авіабазу № 6, а дивізіон сформував шість мобільних зенітних батарей. Обидва підрозділи після закінчення мобілізації були розформовані.
27 серпня була оголошена термінова мобілізація, під яку у львівському гарнізоні потрапили 14-й Язловецький уланський полк, 19-й піхотний полк і 1-й дивізіон 5-го Львівського легко-артилерійського полку. Крім того, 6-й полк важкої артилерії сформував дивізіон важкої артилерії для 12-ї піхотної дивізії, а 6-й танковий батальйон дві танкові роти, три окремих взводи розвідки і три колони самоходок.

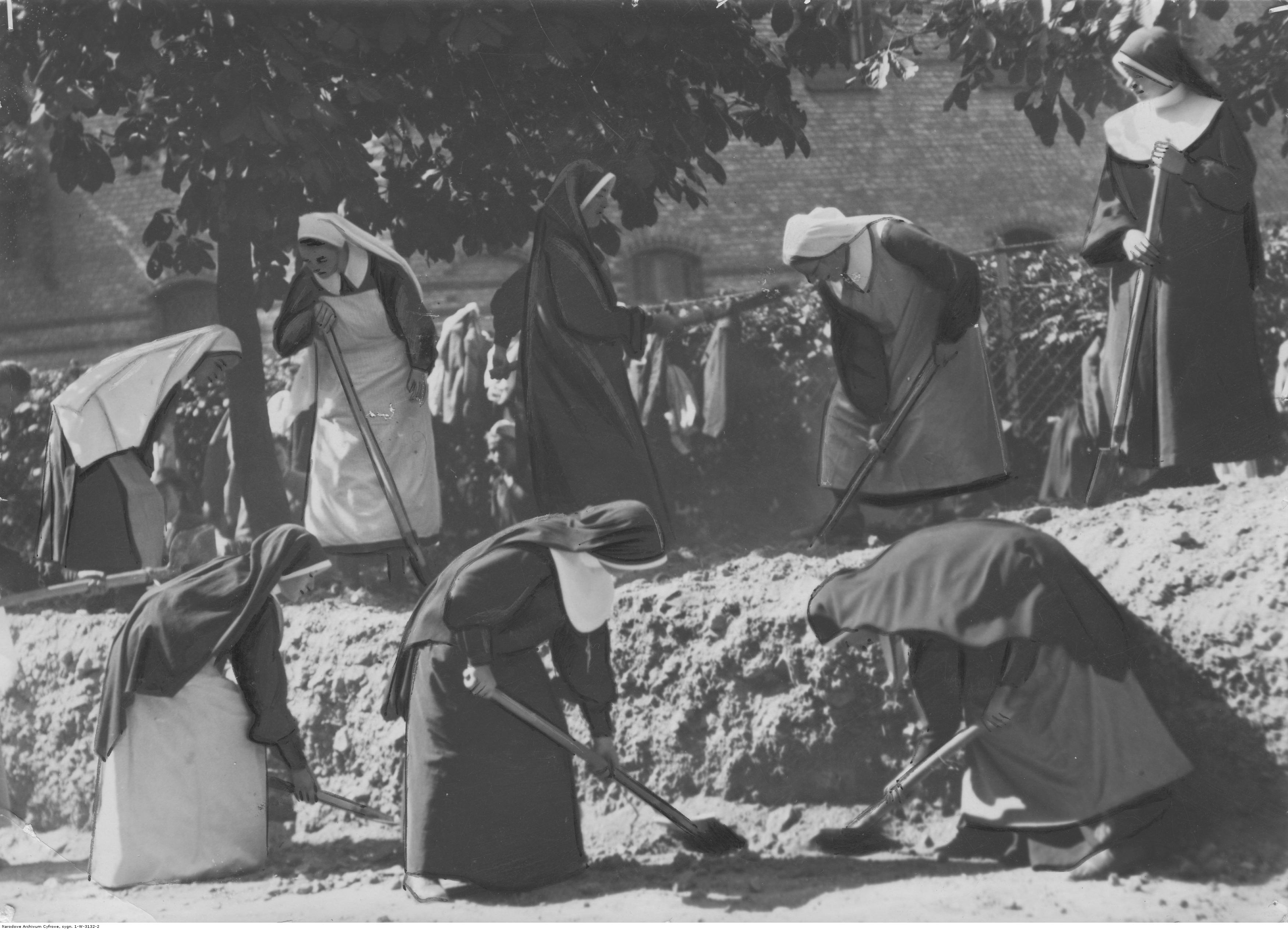
Францисканки монастиря родини Марії копають зенітні рови на валах Ігнація Мосцицького. Серпень 1939.

31 серпня почалася масова мобілізація частин першої черги, в тому числі інших частин 5-ї піхотної дивізії, важкої артилерії, жандармерії і тилових служб. У перші дні вересня відмобілізовані частини були відправлені залізничним транспортом на театр військових дій. У Львові залишилися тільки: Командування окружного корпусу № 6, запасні частини і деякі тилові служби.

## Початок війни. Підготовка до оборони
З 1 вересня місто було піддано сильному бомбардуванню Люфтваффе, що призвело до великих руйнувань, які на початках дезорганізували військове управління. Серед іншого, було знищено горілчану фабрику Бачевського і греко-католицьку церкву св. Духа. Також було пошкоджено Головний залізничний вокзал і безліч будівель, в основному на теперішніх вулицях Городоцькій та Шевченка. Організація оборони почалася через тиждень після початку бойових дій. На той час вже діяли протиповітряна і протигазова оборони. Додатково створена Варта безпеки, на чолі якої встав дивізійний генерал у відставці Владислав Янджевський і Цивільний комітет оборони Львова, керований ректором Університету Яна Казимира професором Романом Лонгшамп де Берьє.

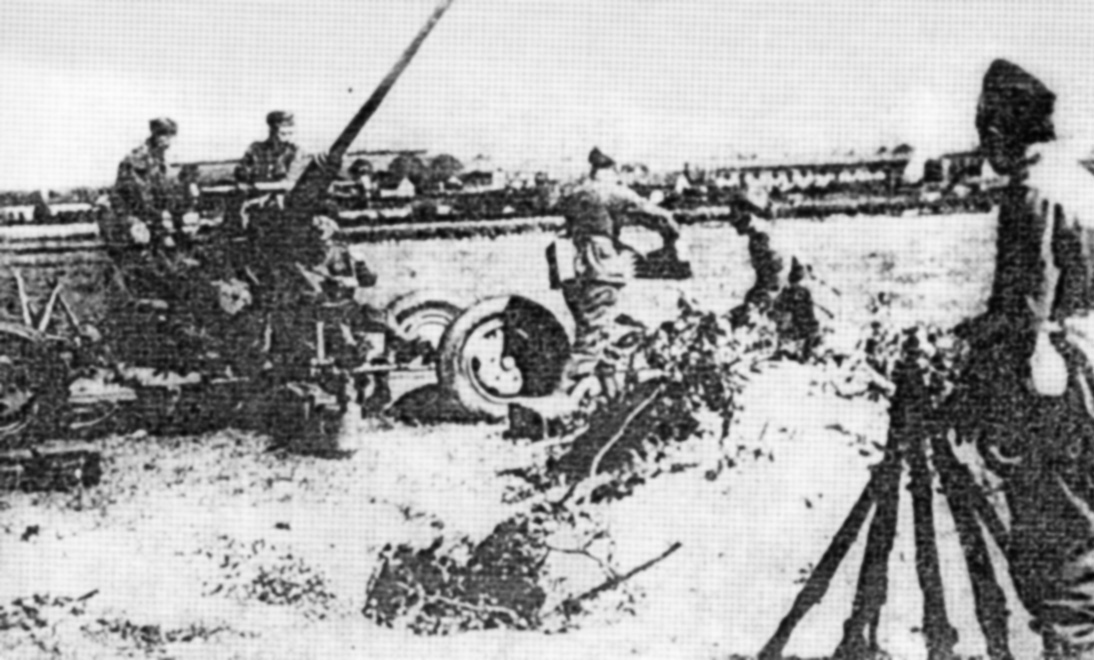
6-й дивізіон протиповітряної оборони із гарматами Bofors 40 mm на Левандівці.

7 вересня почалася організація оборони міста, спочатку на далеких підступах, спираючись на річку Верещиця. Цим займався полковник Болеслав Фіялковський. 9 вересня генерал Владислав Лянгнер наказав з допоміжних частин створити опорні пункти на лінії Жовква — Янів (тепер Івано-Франкове) — річка Верещиця — Городок — Верещиця — Комарно — річка Дністер. Командуванню оборони міста також був підпорядкований навчальний центр прикордонної варти в Раві-Руській, загони якого повинні були зайняти позиції від Белжеця через Раву-Руську до Магерова. У той же день генерал Лангнер призначив командування оборони округу Львів, на чолі з дивізійним генералом Рудольфом Пріхом. Начальником його штабу став підполковник Казімєж Беньковський.

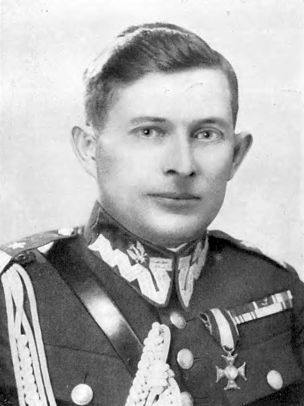
Генерал Владислав Лянгнер, керівник оборони Львова з 10 вересня 1939.

Вранці 10 вересня генерал Лангнер був присутній на нараді у військового міністра дивізійного генерала Тадеуша Каспжинського в Луцьку, який наказав йому організувати у Львові постійну оборону з метою полегшення становища воюючих частин на півдні країни. В той же день в місто прибув генерал Казімєж Соснковський, який отримав від Головнокомандувача наказ прийняти командування південною групою армії «Карпати», із завданням утримати позиції на річці Сян і відстояти Львів. Незважаючи на скромні можливості, генерал Лангнер допоміг йому з організацією штабу групи, керівництва підрозділами і допоміжними частинами. Пізно ввечері зі своїм штабом до Львова прибув командувач армією «Карпати» генерал К. Фабрицій.
11 вересня генерал Прих видав перший оперативний наказ, відповідно до якого завданням його військ була самостійна оборона Львова, а також району на північ від Жовкви, з висунутим опорним пунктом в Раві-Руській, а на заході над Верещицею через Янів (тепер Івано-Франкове) — Городок до Великого Любеня. Незабаром оборонна лінія була продовжена до Комарна. Командуванню оборони околиць Львова підпорядковувалась група «Жовква» полковника Стефана Іванівського (в складі: маршові батальйони 53-го і 40-го піхотних полків, 1-й батальйон 53-го піхотного полку, піші та кінні ескадрони Кресової кав. бригади, батальйон складений з воїнів розбитих частин, саперні роти, батареї легкої і важкої артилерії і батальйон навчального центру прикордонної варти в Раві-Руській), групі військ полковника Людвіка Дмишевича і гарнізону міста Львова. Завдання організації безпосередньої оборони Львова отримав полковник Болеслав Фіялковський, начальником штабу якого став підполковник Казімєж Ризінський, начальник евакуйованого з Варшави науково-дослідного військового інституту.
До складу гарнізону міста спочатку входили нечисленні частини, що складались з двох охоронних батальйонів, допоміжної роти, роти повітряної охорони, двох маршових батальйонів з резервістів, неповної саперної роти прикордонного корпусу «Чортків», батальйону народного ополчення «Львів I», запасної частини легкої артилерії № 6, ї і частин протиповітряної оборони. Терміново розроблений план оборони Львова, який спирався на природні перешкоди (найважливіші узгір'я 374 «Кортумова Гора» і узгір'я 324 у Збоїщах, гора Круглий Горб у Брюховицькому лісі). На зовнішньому периметрі оборони вирішили побудувати барикади і протитанкові рови (за допомогою місцевого населення), а в самому місті, поділеному на самостійні сектори і блоки оборони, побудувати барикади, організувати склади боєприпасів, продуктів і медикаментів.

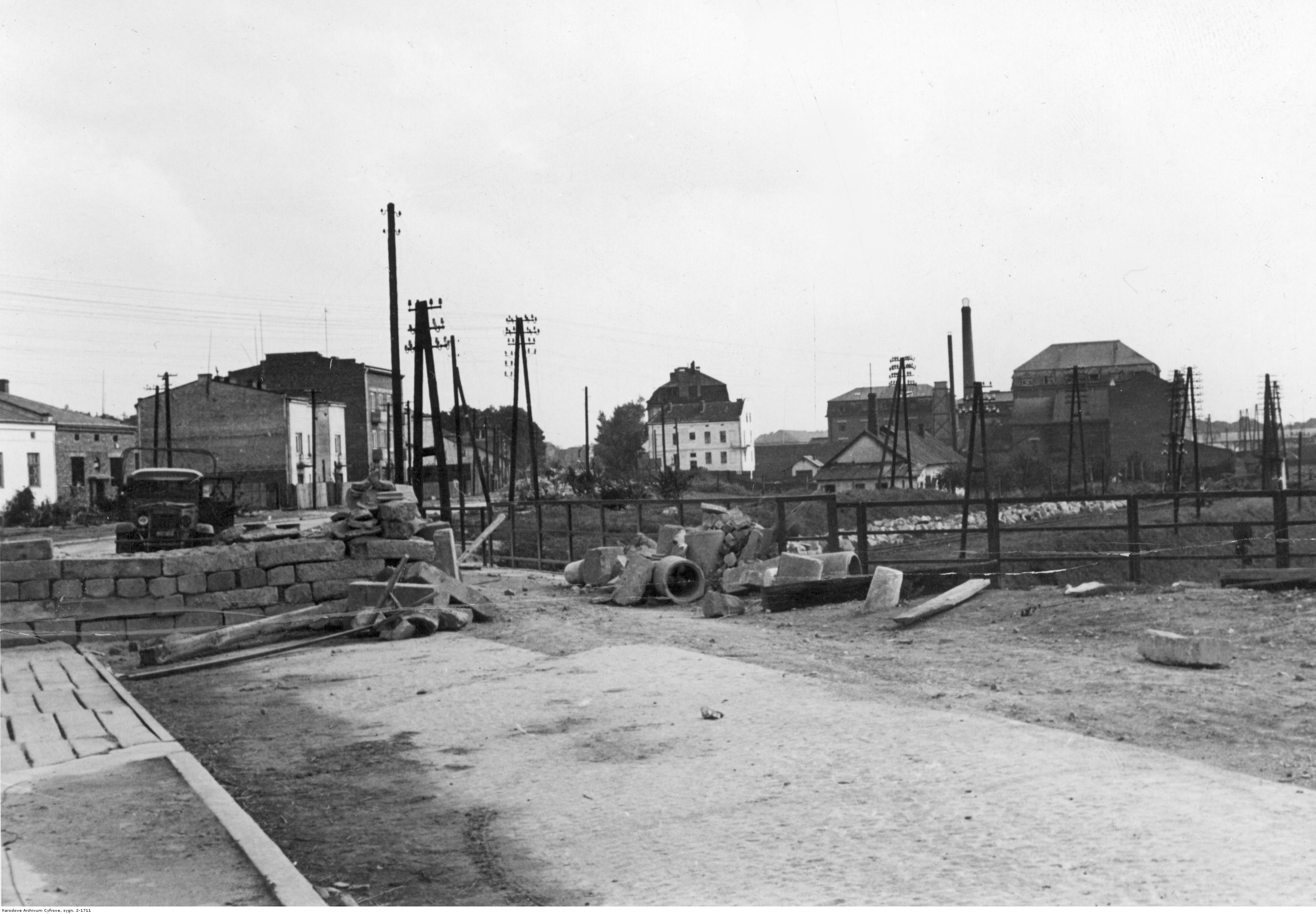
Вуличні барикади в районі головного залізничного вокзалу.

### 11 вересня
Місто було поділено на сектори. Командиром західного сектора оборони був призначений полковник Генрик Яновський (з 14 вересня командування сектором прийняв полковник Ярослав Шафран), південного — підполковник Стефан Мрозек, північного — полковник Болеслав Васькевич, а східного — майор Єугеніуш Сліпецький. У той же день командири секторів провели рекогносцировку на місцевості. Найбільшою проблемою був брак зв'язку, командири секторів були змушені використовувати місцеву телефонну лінію. Кожен сектор отримав загін саперів і обладнання.
В очікуванні атаки танків і механізованих частин, на північному напрямку оборони був створений бетонний рів, в який були пущені води річки Полтва. Оборона південного напрямку також спиралася на глибокий рів. Західна і східна частини міста не мали природних перешкод, як стало ясно пізніше, оборону цих напрямків так і не вдалося організувати в повній мірі. На найбільш ймовірних напрямках німецького наступу були створені 9 опорних пунктів, кожен силою до роти піхоти, підтриманої батареєю або ротою легкої артилерії. Підрозділи піхоти були взяті з маршового батальйону 26-го піхотного полку під керівництвом майора Є. Сліпецького. Для зведення оборонних споруд керівництву секторів було виділено по саперному відділенню з інструментом. Допомагали в роботі також і цивільні робочі. Зведені були також і передпольові укріплення міста. Лінія річки Верещиці була, однак, укріплена нерівномірно — найсильніші частини в складі маршових батальйонів 19-го і 40-го піхотних полків зайняли оборону на її північній ділянці, тоді як південна ділянка оборонялась дозорами. Швидше за все, це пояснюється помилковою оцінкою напрямків руху німців: напрямок Самбір — Львів було оцінено як найменш загрозливий, а німецька атака очікувалася з боку Стрия, щоб відрізати поляків від Румунії. Для розвідки планів німців 11 вересня генерал Прих послав розвідувальний дивізіон ротмістра Юзефа Мурасіка в напрямку Любачів — Чесанів та Ярослав — Радимно.
З 11 вересня гарнізон Львова почав отримувати підкріплення з інших населених пунктів околиць. Першим прибув залізницею зі Стрия марш-батальйон 48-го піхотного полку майора Едварда Шиманського. З метою поповнення запасів боєприпасів, їх почали звозити вантажним транспортом зі складів озброєння № 6 в Голоско, якими командував капітан Яків Хешенредер і які повинні були стати самостійним пунктом оборони. Було доставлено також кілька гармат і зенітних кулеметів з Ряшіва, Кросно та Перемишля.
Розташування німецьких військ перед самим початком атаки на Львів виглядало наступним чином. В ніч з 11 на 12 вересня ними був зайнятий Самбір, а рано вранці — село Калинів, що на північний схід від Самбора. Перебуваючи в Калинові, командир 98 гірсько-єгерського полку полковник Фердинанд Шернер видав наказ про створення і постановку задачі для механізованої групи 1-ї гірсько-єгерської дивізії, під керівництвом генерал-майора Людвіга Кюблера, яку сам і очолив. Група отримала завдання найбільш швидким маршем прорватися до Львова. До складу групи входили два гірсько-єгерські батальйони (2-й батальйон 99 гірсько-єгерського полку і окремі роти з 98 і 100 гірсько-єгерських полків), роти авангарду, дві гаубичні самохідні батареї 150-мм (з 79 гірнсько-артилерійського полку), взводу 100 мм мінометів, взводу 150-мм гаубиць з 445 дивізіону важкої артилерії і двох взводів 20-мм зенітної артилерії. Ці загони пересувалися на вантажівках і гусеничних машинах разом з самохідками і патрулями на мотоциклах і повинні були швидко здолати невелику відстань, що відділяла їх від Львова — 66 км, а також розбити зустрінуті частини Війська Польського. Передова бойова охорона складалася з 16-ї роти з 98 гірсько-єгерського полку, роти авангарду і взводу 150-мм гармат з 445 ДТА. Вона повинна була попереду частин групи наступати через Рудки на Великий Любінь, Холодновідку та Зимну Воду, що в 7 км від Львова. Група в декількох місцях мала зіткнення з польськими частинами і це послабило темп її просування.

### 12 вересня
О 14 годині передові частини групи Шернера з'явилися на околиці Львова з боку Зимної Води. При появі німців (14 бронетранспортерів і 7 мотоциклів) вони були обстріляні польськими артилеристами і кулеметниками, а в результаті були розбиті. Незабаром до німців підійшло підкріплення і вони відновили наступ на пункт оборони. О 17 годині німці знищили позиції 2-ї роти маршового батальйону польських сил. Група німецьких солдатів прорвалася в глиб міста, досягнувши теперішнього храму святих Ольги та Єлизавети, що на вул. Городоцькій. Однак ситуація була виправлена завдяки перекиданню в район вул. Городоцької додаткових підрозділів армії і поліції. У результаті до кінця дня німці перейшли до оборони в очікуванні підкріплення. У найбільш вразливі місця оборони були направлені додаткові сили командування оборони міста — на Кортумову гору близько 80 солдатів 26-го піхотного полку, на Вульку загони поліції і кадетів для укріплення лівого флангу батальйону 48-го полку. В районі вул. Стрийської позиції зайняв батальйон ополчення «Львів I», біля залізничної станції Персенківка — імпровізований батальйон 19 піхотного полку і шоста артилерійська батарея, а між вулицями Зеленою і Личаківською — імпровізований батальйон 40 піхотного полку.
З ранку 12 вересня оборона міста була посилена частинами 3-го прикордонного корпусу з Гродна: три полки піхоти у складі 195 офіцерів і близько 6400 солдатів з двома батальйонами 35-ї резервної піхотної дивізії (2-й батальйон 205 резервного піхотного полку та 1-й батальйон 206 резервного піхотного полку), а до ночі також і ескадроном дивізійної кавалерії. Ці частини були спрямовані на найбільш загрозливі ділянки оборони. До кінця першого дня оборони сили поляків становили: на західній ділянці — три батальйони піхоти, на північній ділянці — чотири батальйони, на південному — два батальйони, а на найменш загрозливому східному — один батальйон. Вночі прибули в місто з Голоска боєприпаси і амуніція.

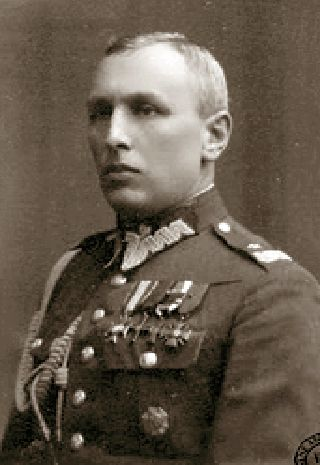
Генерал Францішек Сікорськи, керівник оборони Львова із 12 вересня 1939.

В цей же день остаточно оформився склад керівництва групи оборони Львова. На чолі її, згідно з наказом командувача Південного фронту, став бригадний генерал у відставці Францішек Сікорський. В керівництво групою входило 36 офіцерів, група унтер-офіцерів і цивільні чиновники. Заступником командира став полковник Б. Фіялковський, начальником штабу підполковник К. Рижинський, а його заступником майор Гіларій Коссак. Начальником артилерії став полковник Максиміліан Ландау, начальниками відділів: транспортний — поручик Кароль Альбін, інтендантського — майор Владислав Корнаус, санітарного — капітан медичної служби доктор Єугеніуш Княжевський, саперного — майор Штефан Загурський, озброєння — капітан Штефан Дигонь, офіцер за спеціальними дорученнями — полковник Маріан Штайфер. Відділами штабу керували: Перший відділ — капітан Мечислав Самолик, Другий відділ — поручик запасу Віктор Павло Нехай, Третій відділ — підполковник Адамчик, Четвертий відділ — Примис Феліціан Доллер. Склад групи Оборони Львова складався з різних підрозділів або їх частин і становив сумарно: 11 батальйонів піхоти (в основному з призваних із запасу), кілька протитанкових гармат, п'ять артилерійських батарей (в основному 75-мм), дивізіон кавалерії, взвод зв'язку і невеликі групи фортифікації. Крім того, ще була група солдатів з різних розбитих частин — з них 200 озброєних, 120 обмундированих, але без зброї і 100 не обмундированих і не озброєних.
Незважаючи на підхід підкріплень в район вул. Городоцької, німецьке командування відмовилося від швидкого штурму міста і почало його облогу. Місто було оточено також з півдня і півночі. Німецьке командування хотіло як можна швидше зайняти місто, виходячи з цілей політичного престижу, так і військово-стратегічних. Основною метою найближчого дня було поставлено завдання заняття Кортумової гори у зв'язку з її стратегічним значенням. Завдання її штурму отримала група у складі 1-го батальйону 98 гірського полку та 1-й і 2-й батальйони 99 гірського полку. 13 вересня вранці, після сильної артпідготовки, група Шернера початку атаки на Кортумову гору, з якої відкривався чудовий огляд і можливість артилерійського обстрілу міста. Оборону гори тримали 80 солдат 5-го піх. дивізії зі взводом 75-мм гармат. Вже в ході бою було додатково перекинута рота 205 рез. піхотного полку. Однак це не допомогло утримати позиції, зайняті до полудня німцями. Це було важким ударом для польської оборони. Одночасно 2-й батальйон 98 гір.-піхотного полку продовжував атаки на північно-західному напрямку, заглибившись в околиці Львова і до вечора вийшовши до Збоїщ і висоти 324 (розгромивши табір 1-го гродненського піхотного полку). Перерізаними виявилися дороги на Брюховичі і Жовкву. Польське командування двічі намагалося відбити Кортумову гору силами збірного батальйону 26-го піхотного полку, а ввечері 1-го батальйону 206 рез. піхотного полку. Єдиним успіхом було заняття Янівського цвинтаря, що лежить на схилі гори.
Бої йшли також у західній частині міста, від залізничного вокзалу до Кульпаркова. Німецький 1-й батальйон 100-го полку 1-ї гірської дивізії зайняв залізничний вокзал і перервав зв'язок батальйону 48 піхотного полку з трьома гродненськими батальйонами. Незважаючи на великі втрати понесені німцями, поляки втратили ініціативу і всі їх сили були втягнуті в бої.

### 13 вересня
В місто ще змогли прибути додаткові підкріплення у вигляді 2-го дивізіону 155 мм гаубиць і 3-ї батареї 105 мм гармат зі складу 6-го полку важкої артилерії. Вони зайняли позиції в районі Цитаделі та Личаківського кладовища, але не мали вогневого контакту з противником. Також прибуває 107-я рота зенітних кулеметів і керівництвом мобілізується 35-ї рез. піх. дивізії. На чолі дивізії став керівник західного сектора оборони, підполковник Ярослав Шафран. Опівдні з генералом Лангнером вийшов на зв'язок командир 21-го батальйону легких танків, майор Єжи Луцький. У той же день в Золочів був евакуйований зі Львова штаб Південного фронту. У ранкових годинах місто залишив також і генерал Казімєж Соснковський, що відправився в Пшемисль, щоб, зібравши наявні там сили, прибути з ними до Львова. Побоюючись атак на Львів із застосуванням танків, генерал Сікорський наказав обладнати в місті протитанкові завали і засідки (які повинні були бути укомплектовані піхотинцями та місцевими добровольцями). Серед жителів міста почався збір саперного інструменту, яким керувала Міська Рада. Проблемою було також втеча з міста здебільшого міської адміністрації, повідомлення про що генерал Лангнер отримав вранці. Були також евакуйовані воєводський комітет і міський голова. Воєвода Альфред Білик отримав дозвіл на евакуацію безпосередньо від прем'єра, минаючи військове керівництво. Лангнеру треба було заново створювати в місті цивільне управління. На чолі нової міської ради став колишній прем'єр-міністр Польщі Казимир Бартель і президент міста Станіслав Островський. До вечора тривала перевезення складу боєприпасів з Голоска, поки ввечері останній транспорт звідти не був перехоплений німцями. Всього в місто було перекинуто до 50 тон боєприпасів. Генерал Соснковський підпорядкував також генералу Лангнеру 10-ю кав. бригаду полковника С. Мачека, яка знаходилася на північ від Львова. Їх завданням було атакувати німців з півночі, очистити від них Збоїща і пробити собі дорогу до Львова.

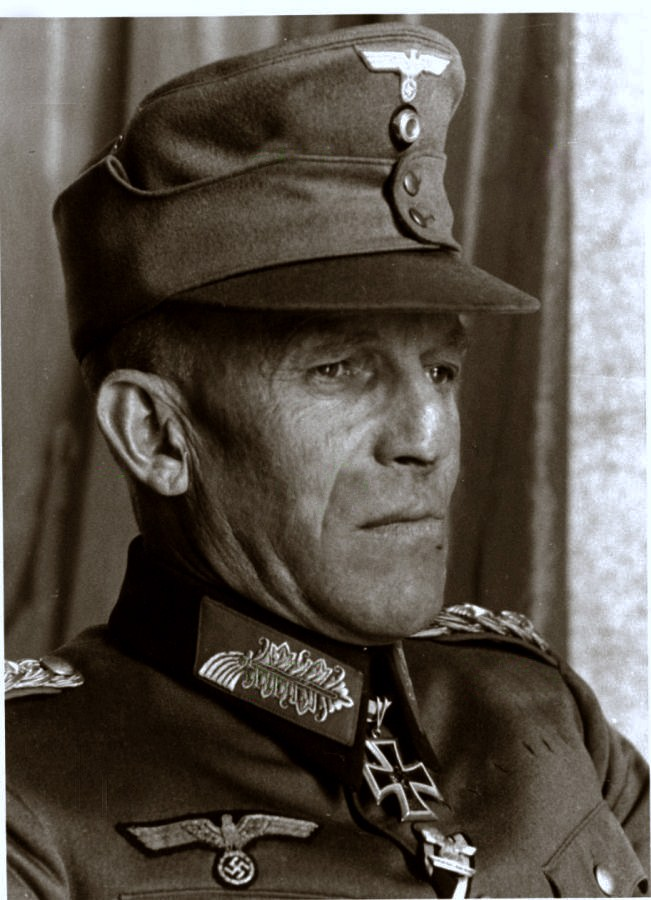
Генерал Людвіг Кюблер

Німецький генерал Людвіг Кюблер отримав через розвідку відомості про спробу генерала Соснковського перевезти до Львова з Перемишля додаткові сили. Генерал Кюблер відправив для захисту своїх тилів спочатку неповний батальйон у напрямок Городка, а потім ще додатково три дивізіони 79-го арт. полку, два батальйону 100-го гірського полку і дві роти 99-го. З цих частин була створена оперативна група «Нтз», під командуванням полковника Вілібальда Утза, командира 100-го гір. стр. полку. Під Львів продовжували прибувати решту частини 1-ї дивізії. Спочатку вони зайняли позиції в Зимній Воді, а після повідомлення про появу польських частин в Рясне-Руське, були перекинуті в той район.

### 14 вересня
В цей день в місті йшли локальні бої, які відзначалися великим напруженням з обох сторін. Найбільшої інтенсивності вони досягли в районі Кульпаркова і Вульки, які німці атакували з метою зміцнити облогу Львова від півдня до залізничної лінії на Ходорів та шосе на Бібрку. В бою на Вульці польські загони зазнали обстрілу з боку озброєних українців. Опівдні 3-й батальйон 1-го гродненського піхотного полку атакував залізничний вокзал, але невдало. Німецька група зі складу 1-ї гірської дивізії, в складі 3-го батальйону 98-го полку та частини 100-го полку під командуванням капітана Флейшмана, без бою оволоділа Козельниками і Сиховом, блокуючи Львів з півдня і південно-сходу. Проте вночі німці відійшли з цих пунктів.
Під вечір 2-й і 3-й батальйони 206 рез. піхотного полку контратакували, без особливих успіхів, під Збоїськами. Бої йшли також на північний захід від міста, в районі Рясни-Руської, між батальйоном 19-го піхотного полку, підтриманим 105-й ротою зенітних кулеметів і 6-ю батареєю 6-го арт. полку з польської сторони, і німецьким 3-м батальйоном 99-го гірського полку. Польські війська також направили підкріплення в Голоско, для посилення команди військових складів, а 10 кав. корпус вночі опанував Збоїськами, але навколишні висоти залишилися в руках німців.
У місто прибув начальник штабу Південного фронту, полковник Броніслав Раковський, з наказом Головнокомандувача про стягнення прикордонної смуги з Румунією. З цією метою генерал Лагнер відправив на Дністер свого заступника генерала Мілан-Камського. Вранці приїхали офіцери штабу Головнокомандувача полковник Єжи Сузин і майор Вацлав Яцина з інструкціями для генерала Соснковського. Вони поінформували генерала Лагнера про евакуацію Штабу Головнокомандувача Польської Армії у Коломиї. У той же день делегація Місцевої Ради зажадала у генерала Лагнера припинення бойових дій в місті і передислокації в передпіллі, через загрозу руйнувань. Розпочав роботу відділ пропаганди під керівництвом бригадного генерала Маріана Кукеля. З Станіславова прибула частина працівників Польського Радіо, що поправила пошкоджений в ході евакуації передавач та поновила радіотрансляцію. Ситуація в місті була плачевною. Не діяла електромережа, подача газу і водопровід. До Львова прибуло близько 100 тис. біженців, що призвело до перевитрат військових запасів продовольства. В місті було близько 3 тисяч хворих і поранених.
По доповіді командування корпусу № 6, польські сили в місті налічували 20 батальйонів піхоти, два штабу полку, деяка кількість взводів легкої артилерії і дивізіон важкої артилерії і частини 35-ї рез. піх. дивізії. Крім того були 14 збірних батальйонів піхоти, набагато гірше озброєних: 9 з гродненських полків, три сформовані 5-го піх. дивізією, батальйон народного ополчення «Львів» і маршовий батальйон 48-го піхотного полку.
Надалі до Львова прибули додаткові підрозділи артилерії, що збільшило чисельність львівської артилерії до 65 гармат, з них 10 важких. Був набраний дво-батальйонний полк народного ополчення під командуванням підполковника Альфреда Грефнера, у складі батальйону ополчення «Львів I» та батальйону сформованого кадетами і стрілецьким союзом. Почалося формування ще трьох батальйонів ополчення, на чолі яких стали: майор Йосиф Хорнбергер, майор Юзеф Шмагович і капітан Юзеф Березовський. До Львова також прибув персонал мобілізаційного пункту з Пщини, а також ескадрон запасу 3-го Сілезького уланського полку. Командир транспорту, майор Францішек Глова, отримав наказ прийняти командування сілезьким батальйоном ополчення.
Увечері німецькі війська були посилені 3-м батальйоном 100-го гірського полку, який був відправлений на лінію облоги в район Рудна. Генерал Кюблер наказав підлеглим йому частинам посилити оборонні позиції, щоб не дати полякам прорвати облогу зовні. Вночі німецька артилерія вела обстріл міста.

### 15 вересня
Генерал Лагнер вирішив, для допомоги польським частинам що пробивалися до міста, пробити німецьку лінію облоги в районі Збоїська. Поляки атакували височини над Збоїськами, і в напрямку на Велике Голоско. В обох випадках німці, в результаті зустрічного бою, були змушені відійти, але польські атаки були зупинені вогнем німецької артилерії. У самому місті були безуспішні спроби відбити Кортумову Гору. Рота 3-го батальйону 207-го рез. піхотного полку була відправлена в навколишні ліси, з метою очистити їх від німецьких диверсантів і спостерігачів.
Ввечері і вночі надіслана розвідка в напрямку на Сокільники, шосе на Стрий, Сихів і Погулянку. Німецька авіація розбомбила водонапірну станцію в Добростанах.
Командування групи Оборони Львова звернулося до цивільного населення із закликом припинити будівництво барикад у місті, які заважали пересуванню військових частин. Створення барикад має проводитися за планом, під керівництвом саперів. Президент міста по радіо звернувся із закликом до населення повернутися на роботу. З метою поліпшення зв'язку військового керівництва і цивільних, був призначений офіцер зв'язку по справах підтримання порядку, забезпечення безпеки і служби здоров'я цивільного населення, підполковник Антоній Якубовський.
Завершена також мобілізація в запасний персонал окружного госпіталю № 6, в результаті якої було сформовано 60 підрозділів. Були зроблені спроби евакуювати поранених 6 санітарними поїздами. Тільки санітарний потяг № 66 двічі перевозив 300 поранених до Станіславова, перш ніж німецькі літаки його обстрілювали. Санітарний потяг № 64 підпалили диверсанти.

### 16 вересня
Вранці 3-й батальйон 206 рез. піхотного полку, при підтримці двох дивізіонів артилерії, атакував німецькі позиції на висоті 324, але був зупинений на південних схилах. У цей час німці, після артпідготовки, атакували з Кортумової Гори висоту 374, і зайняли її після кількагодинного бою. Опівдні, без узгодження з керівництвом 10-го кавалерійського корпусу, поляки атакували німців в напрямку на Велике Голоско, для з'єднання з 10-м кав. корпусом. Під вечір вдалося захопити половину села, що дало змогу встановити зв'язок з капітаном Хершенредером і його гарнізоном Окружного Складу. Були поповнені запаси боєприпасів і амуніції у Львові. Незабаром польський батальйон відійшов за Полтву. Атаку в напрямку Сихова і Давидова зробили кавалерійський ескадрон ротмістра резерву Яна Пьяновского-Квятковського і кав. ескадрон поліції і ополчення. На інших ділянках оборони активність виявляли лише розвідники.

### 17 вересня
Вранці генерал Лангнер віддав наказ про атаку на замарстинівські узгір'я і висоту 324, щоб встановити зв'язок з 10-ю кавалерійською бригадою. Участь в атаці брали три батальйони 35-ї рез. піхотної дивізії, підтримані артилерією, при допоміжних діях 1-го гродненського піхотного полку з боку Полтви і атаки двох ескадронів кавалерії. Була зайнята територія санаторію у Великому Голоско, вдався прорив на висоту 324. Однак у цей час 10-й кав. корпус, що вів безуспішний наступ на висоти під Збоїськами, отримав наказ Головнокомандувача про відхід на Дністер, а потім в Угорщину. Вночі оборонці вибили німців з приміських сіл Підбірці, Підберезці, Знесіння, Ляшки Муровані та Дубляни.

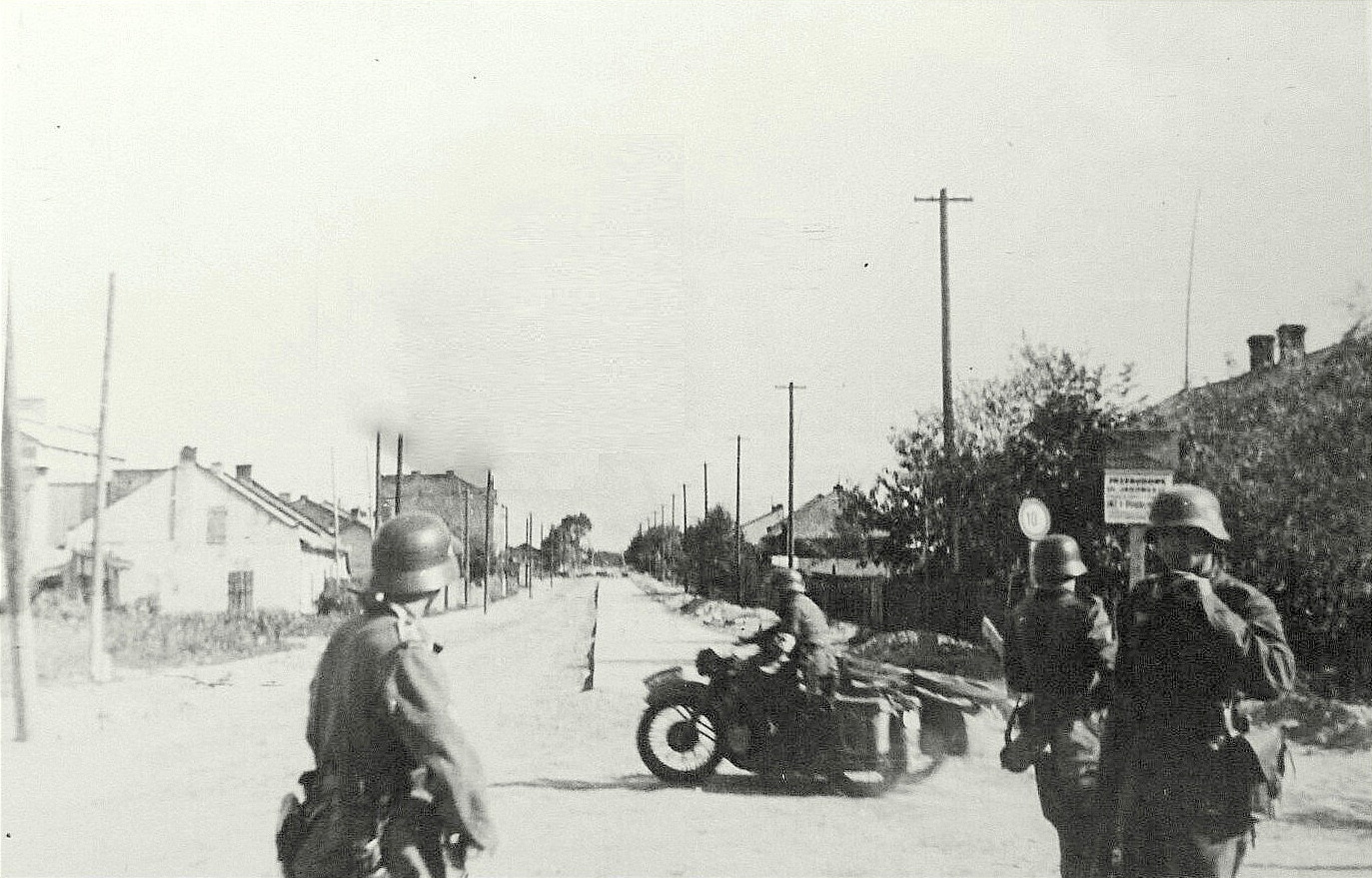
Вермахт у Рясне-Руському. 17 вересня 1939 року.

У цей же час німецька 2-га танкова дивізія розбила групу «Жовква (Żółkiew)» полковника Стефана Іванівського, що прикривала Львів з боку Красного.
Вранці командування корпусу у Львові отримало звістку про перетин польського кордону радянськими військами і їх рух вглиб країни. Опівдні генерал Лангнер отримав наказ Головнокомандувача воювати тільки з німцями, а по загонах Червоної Армії відкривати вогонь лише у разі крайньої самооборони. У напрямку Львова рухалася 6-та армія Українського фронту, під командуванням комкора Ф. В. Голікова.
18 вересня опівдні два батальйони з 5-ї піхотної дивізії під командуванням підполковника Владислава Смержинського, підтримані бронепоїздом № 53 «Сміливий», атакували в південному напрямку, досягнувши лінії Козельники—Пирогівка. Атака проте була зупинена ввечері, після обстрілу поляків з лісу, розташованого на південь від Пирогівки. Обидва батальйони повернулися до Львова. Над містом пройшла ескадра радянських літаків, але вони не були обстріляні, оскільки не вважалися ворожими.
Сили оборонців зросли, завдяки прибуттю з Луцька двох бронепоїздів: № 53 «Сміливий» (капітана Мечислава Малиновського) і № 55 «Бартош Гловацький» (капітана Анджея Підгірського). До Львова прибув також 2-й дивізіон 33-го полку легкої артилерії. Керівник оборони міста, генерал Лангнер обговорював можливості подальших дій. Пропонувалося вночі прорватися всіма силами на Бібрку і далі на південь, в напрямку кордону з Угорщиною або ж продовжувати оборону, в очікуванні прибуття оперативної групи генерала Соснковського. Опівдні була отримана радіограма від Соснковського про наближення його сил до міста і про доцільність спільного удару для прориву його частин у Львів. У зв'язку з цим повідомленням Лангнер ухвалив рішення про подальшу оборону Львова. Ввечері на нараді з керівниками секторів оборони Лангнер представив і третю можливість — здати місто німцям. Різко проти цього виступив начальник штабу 35-ї рез. піхотної дивізії, підполковник Ян Соколовський, який запропонував оголосити додатковий набір ополченців у Добровільний Корпус Оборони Львова (який незабаром виріс до 5 тис. осіб). Цю пропозицію підтримав також бригадний генерал у відставці Маріан Янушавичюс, який виступив із закликом до населення.
З метою підтримки в місті внутрішньої безпеки, були введені обмеження на пересування солдатів з 21 години до 4 години ночі. Рух містом дозволявся тільки військовим частинам під керівництвом офіцерів або під-офіцерів, обозам, патрулям, транспорту для перевезення поранених, зв'язковим, гінцям та командиром від рівня батальйону і вище. Цивільним особам рух в нічний час було заборонено без спеціальних перепусток.

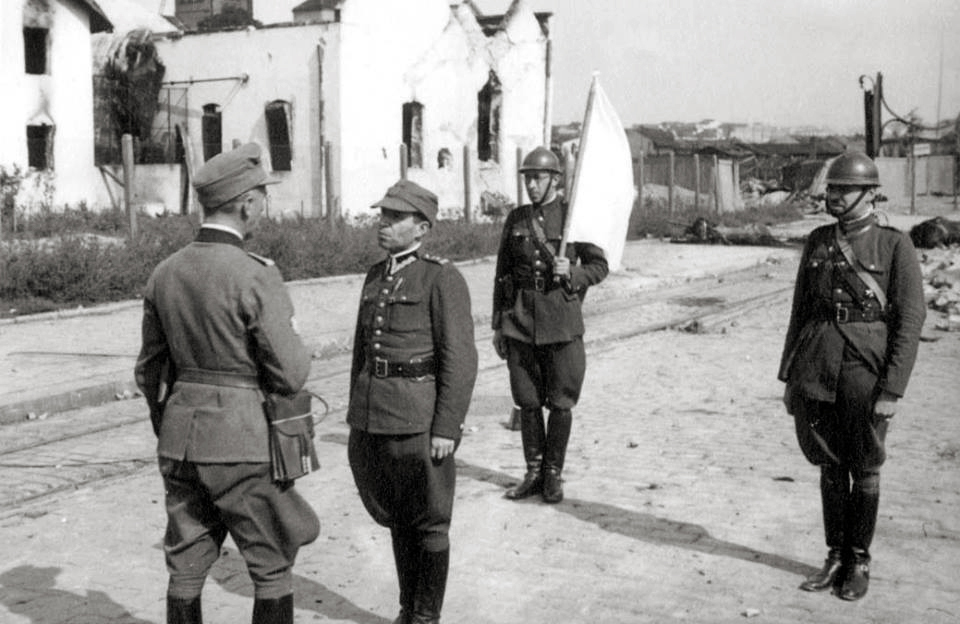
Зустріч польських та німецьких парламентерів на вул. Городоцькій

### 18 вересня
Верховне Командування Вермахту видало директиву, яка наказувала 14-й армії генерал-полковника Вільгельма Ліста вийти на лінію Сколе-Стрий-східна околиця Львова-Кам'янка Струмилова-Західний Буг до Грубешова. 18-й армійський корпус під проводом генерала Бейєра повинен був розгромити групу Соснковського і зайняти Львів, а 5-та танкова дивізія і 57-ма піхотна дивізія — зайняти нафтові родовища. Після отримання, вранці, повідомлення про наближення частин Соснковського, командувач XVIII корпусом наказав 2-ій гірській дивізії передати два батальйони 1-й гірської дивізії, з метою посилення останньої. До полудня повинен був також прибути 15-й танковий полк з 5-ї танкової дивізії в район Рясна-Руська. Одночасно командування 1-ї гірській дивізії перегрупувало свої сили: група «Перемишль» була передислокована в Зимну Воду, а інша група в Городок (Гродек Ягелонський). Силами 137 полку зі складу 2-ї дивізії, вирішено оточити Львів зі сходу, шляхом зайняття Винників і навколишніх висот. На північ від Львова 44-та піхотна дивізія, разом з частинами 2-ї танкової дивізії замкнула дорогу на Жовкву, 45-та піхотна дивізія взяла Немирів, 5-та танкова — Борислав і Стрий, а 57-а піхотна — Дрогобич і Бусовисько. Німці, які дуже хотіли захопити Львів, скидали з літаків листівки, що закликають до здачі і ставлячи ультиматум, обіцяючи на 19 вересня потужну атаку на місто.
Паралельно, командувач Українського фронту командарм Тимошенко, наказав 5-ї армії вийти на лінію: Рожище — Горохів — Луцьк, 6-ї армії заволодіти Львовом, а 12-ї армії вийти на рубіж Журавно — Долина — Станіславів, а потім атакувати в напрямку Стрия, забезпечуючи безпеку лівого флангу з боку Румунії. 2-й кав. корпус зі складу 6-ї армії отримав наказ вийти швидким маршем у взаємодії з 24-м танковим батальйоном, з метою взяття Львова. Виконано це було лише частково, так як 5 кавалерійська дивізія до вечора була зайнята роззброєнням польського гарнізону Тернополя, а 24-й танковий батальйон не мав пального. У цій ситуації в напрямку Львова були вислані тільки механізовані підрозділи під загальним командуванням комбрига Шарабурко, командира 5-ї кав. дивізії, у складі близько 600 солдатів 5 кав. дивізії і неповного 24-го танкового батальйону, силою 30 танків БТ-7.
Протягом ночі з 18 на 19 вересня проводилася інтенсивна розвідка польських позицій з усіх напрямків. Один радянський загін обстріляв вночі польські барикади на Личакові і позицію 1-ї батареї 42-го дивізіону легкої артилерії, пробуючи швидко увірватися в місто. Радянські війська замкнули зі сходу кільце оточення міста і зайняли Винники.

### 19 вересня
Вранці до Личаківської рогатки прибули радянські офіцери, пропонуючи керівництву оборони Львова провести переговори, з метою здачі міста. Переговори пройшли у Винниках. З польської сторони в них брали участь полковник Броніслав Раковський, підполковник Казімєж Рижинський і майор Вацлав Берко, в якості перекладача. Представники радянської сторони вказали, що прибули воювати з німцями і вимагали дозволу на вхід у місто. Оскільки поляки не мали відповідних повноважень, переговори вирішено продовжити пізніше.
Польські частини вели інтенсивні бойові дії. Їх метою було з'єднання з частинами Соснковського. Опівдні генерал Лангнер отримав повідомлення, що командувач Південного фронту перебуває в Брюховичах і через Голоско спробує пробитися до Львова. У цій ситуації в Дубляни були відправлені з міста два ескадрони кавалерії, із завданням встановити зв'язок із групою генерала Соснковського та поінформувати його, що гарнізон Львова завдасть удару по позиції німців. Атака була проведена двома батальйонами 206 резервного піхотного полку і двома батальйонами 207 рез. піхотного полку під загальним командуванням полковника Шафрана, при підтримці артилерії і обох бронепоїздів. Поляки зуміли зайняти Замарстинів і Мале Голоско, а також південну частину Великого Голоско. Однак далі атака забуксувала. Пошкодження прямими влученнями отримав бронепоїзд «Бартош Гловацький», який був евакуйований на станцію Підзамче. Опівдні генерал Лангнер віддав наказ, що у випадку радянської атаки відкривати вогонь і не дати себе захопити. Спостерігачі повідомляли, що зі сторони Сихова до міста наближаються нові радянські і німецькі частини.
Увечері генерал Сікорський поінформував керівників секторів оборони, що вночі або на світанку потрібно чекати атаки танків і самохідок ворога. У зв'язку з цим наказав проводити інтенсивні фортифікаційні роботи всю ніч, з залученням також і цивільного населення. Віддано розпорядження про копання протитанкових ровів, будівництво барикад і приготуванні будинків до оборони. Кожен загін повинен був приготувати якомога більше пляшок з бензином або нафтою. Додавалася до наказу інструкція, як знищувати танки з використанням цих пляшок.
Вранці, ще вільними дорогами через Дубляни та Кам'янку-Струмилову, до Львова прибули три евакуаційних поїзди з Радома, Дембліна і Страховиць. Вони, крім іншого, доставили три зенітні гармати 40 мм, 12 тисяч карабінів, 2 тис. ручних кулеметів, 4 тис. автоматів, 5 тис. пістолетів і велику кількість боєприпасів, амуніції і ручних гранат. Пізнього вечора до міста прорвалися перші групи солдатів Соснковського.

### 20 вересня
Гарнізон Львова приготувався до оборони в оточенні. Генерал Сікорський видав «Докладний наказ» (польськ. Rozkaz szczegółowy) про приготування до оборони (це були ті ж розпорядження, що і віддані раніше усно). Наказав керівництву секторів і командирам артилеристів і саперів посилити оборону, створивши більш потужну мережу фортифікаційних споруд, звести нові барикади і протитанкові рови. Барикада повинна бути з одного боку захистом для розрахунку протитанкової гармати, а знаходяться поруч або поблизу самостійні бойові групи повинні бути готові до боротьби з танками і захисту барикади. Артилерія повинна підтримувати вогневу зв'язок між висунутими пунктами і гніздами оборони на всьому протязі лінії фронту. Керівнику східного сектора було віддано розпорядження про створення сильного вогневого заслону на пагорбах Знесіння, щоб дати можливість використовувати стрілецький полігон для розміщення важкої артилерії. Наказано готувати сильну оборону і всередині секторів, через перекриття барикадами і протитанковими ровами всіх найважливіших перехресть, аж до тильного перетину секторів. Зазначеним пунктом внутрішньої оборони повинен був стати Високий Замок, а заняття це пункту повинно бути тільки за особливим наказом. Наказ вимагав створення штурмових груп для боїв в секторах і нічного патрулювання. У наступній частині наказ підкреслював що оборона повинна бути завзятою, а окремі частини і групи повинні битися з противником, навіть в оточенні, незважаючи на те, що відбувається за їх спиною або на флангах. Командири груп повинні отримати точні накази, які б не вимагали роз'яснень в ході бою. При передових загонах було потрібно організувати запаси продовольства і боєприпасів на кілька днів боїв, щоб дозволити битися навіть у повному оточенні. Реалізації цих доручень повинні були допомогти спеціально спрямовані сектора офіцери, в ранзі начальників штабів секторів. В останньому пункті наказу генерал Сікорський наказав сформувати невеликі загони, що складаються з командира, розрахунку кулемета і гренадерів (з ручними гранатами і пляшками), в сумі 8—10 осіб, з метою оборони необхідних будівель. Генерал Сікорський також розпорядився, щоб додаткові пункти оборони і барикади вибирав командир сектора. До першого наказом додавався план міста, на якому позначено межі внутрішнього сектора, зовнішнього кільця внутрішнього сектора, висунуті пункти оборони і найважливіші барикади.
У цей день значно погіршилося військове становище захисників Львова. Генерал Лангнер, розраховуючи ще на прорив Соснковського, наказав продовжувати наступальні операції в напрямку Брюхович і Голоска. Однак знову вони були відбиті. З іншого боку, на південній ділянці оборони, поляки були змушені відбивати сильні німецькі атаки піхоти і танків на Кульпарків, казарми 6-го авіаполку і шосе на Стрий. На західному і східному ділянках спостерігалося жвава діяльність і пересування радянських і німецьких військ, які готували на наступний день генеральний штурм на Львів. Проблем додавали також і розбіжності у керівництві оборони, з питання подальших дій. Незважаючи на повне оточення міста, начальник штабу 35-ї рез.[уточнити] піхотної дивізії, підполковник Ян Соколовський, висунув пропозицію про прорив дивізії в Угорщину. Були навіть віддано розпорядження про підготовку нічного прориву, скасовані генералом Лангнером, який категорично заборонив ці дії. Вночі у Львів минуло ще кілька груп з частин генерала Соснковського. Крім того, дві роти Цивільної Оборони здійснили напад на аеродром у Скнилові, завдавши німцям відчутних втрат і взявши 15 полонених.

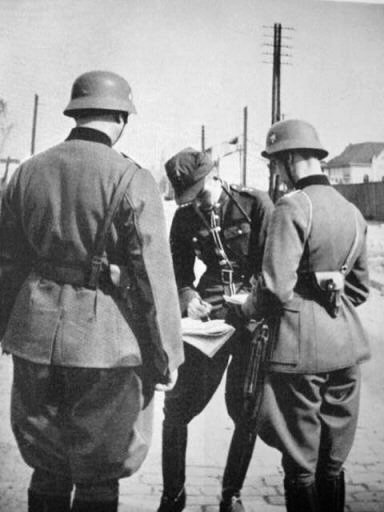
Переговори польських та німецьких парламентерів

20 вересня штаб радянської 6-ї армії Українського фронту готував генеральний наступ на Львів, яке повинне було початися вранці наступного дня. Термін проте був перенесений в цілях закінчення підготовки до штурму. Головні сили 6-ї армії, а також 10-та, 24-та і 38-ма танкові бригади, разом з 5-ї кав. дивізією і стрілецьким полком з 96-ї стр. див., повинні були атакувати польські позиції зі сходу і південного сходу. З півночі і північного сходу удару мала завдати 14-та кав. дивізія, а з півдня і південного сходу — 3-тя кав. дивізія. Танкові бригади запізнилися з прибуттям на місце через завантаженість шосе Тернопіль-Львів. Крім того, діюча на південь від Львова 12-я армія генерала Тюленєва отримали наказ, таким чином розташувати свої частини, щоб не дозволити польським частинам, що відступали зі Львова, досягти угорського кордону.
Також німецька сторона проводила приготування до генерального штурму Львова, яке повинне було початися трохи раніше, ніж радянських. Його мали здійснити три дивізії XVIII корпусу генерала Бейєра, при цьому 7-ма піхотна дивізія повинна була вдарити з півночі, 1-а гірська з півдня і частково з заходу, а 2-га гірська з південного сходу. Німці запропонували польським захисникам капітуляцію до ранку 21 вересня, в іншому випадку погрожуючи знищенням Львова. Представники Вермахту і Червоної армії кілька разів зустрічалися під Львовом, щоб спробувати домовитися про спільне штурмі міста. Але тема післявоєнної приналежності міста була каменем спотикання між ними, хоча вирішувалася не тут, а набагато вище. Вранці 20 вересня штаб німецької Південної групи армій отримав директиву ОКХ про припинення облоги Львова і встановлення зв'язку з радянським командуванням, щоб не допустити подальших сутичок між частинами двох армій. Надалі, наказ по 14-ї армії інформував про встановлення радянсько-німецької демаркаційної лінії, що йде уздовж Піси, Нарева, Вісли і Сану до Перемишля, а потім через Хирів до Ужоцького перевалу. У цих умовах 14-та армія повинна була припинити ведення бойових дій на схід від цієї лінії і приготуватися до відходу за неї. У результаті ввечері керівництво XVIII корпусу наказав зняти облогу Львова і вночі почати відведення німецьких військ у західному напрямку. Командир 1-ї гірської дивізії скасував наказ про наступ і наказав своїм частинам перейти до оборони, а незабаром після півночі наказав передати займані позиції радянським частинам, а дивізії відійти в напрямку на Янів. Відхід початку також і 2-га гірська дивізія. Ці дії маскувалися артилерійським обстрілом Львова.

### 21 вересня
Зранку представники Червоної Армії запропонували полякам продовження переговорів. Пройшли вони в Винниках, за участю підполковника Рижинського і майора Яна Явича, як перекладача. Представники радянської сторони вимагали дозволу пропуску їх частин в місто, що однак не входило в компетенцію польських перемовників. У цій ситуації сторони домовилися про зустріч опівдні генерала Лангнера з радянським генералом. Була одна атака радянських частин на польські позиції, припинена після короткої перестрілки. Незважаючи на цей інцидент, генерал Лангнер, разом з підполковником Рижинським прибув на зустріч до Личаківської рогатки, однак радянського генерала там не було. Нова зустріч відбулася на тому ж місці через три години. Дійшло до переговорів обох делегацій про умови здачі міста. Вночі обидві сторони повинні були підготувати письмові пропозиції, щоб вранці наступного дня зустрітися для обговорення і прийняття. Радянська сторона гарантувала полякам залишення міської влади на їх посадах, безпеку всіх розташованих на території міста, збереження приватної власності і можливість для всіх охочих виїхати в нейтральні країни.
По поверненні до Львова генерал Лангнер проаналізував стан і можливість подальшого продовження оборони. Він прийшов до висновку, що шанси на прорив військових частин з міста в Угорщину або Румунію мінімальні, а продовження бойових дій викличе великі втрати мирного населення і руйнування міста. Більше того, після розгрому частин генерала Соснковського і повному оточенні Львова, місто втратило свою військову роль, як пункт збору відступають на південь польських військ. З іншого боку, польські захисники мали великі запаси боєприпасів (крім запасів для артилерії ППО) та продовольства. Моральний дух всіх польських частин був високим. В результаті Лангнер ввечері скликав нараду командирів секторів і віддав наказ про посилене патрулювання тих районів, де відзначено присутність радянських частин. Примітно, що такий наказ отримали і частини Червоної Армії. На нараді позицію генерала підтримали генерал Янушайтіс і полковник Раковський, проти виступили полковник Шафран і підполковник Соколовський. А ось президент міста Островський підтвердивши відомості про поганий стан міста, в дискусії про подальшу боротьбу або про здачу утримався, надавши вирішувати військовим властям.
По причині близького розташування радянських частин близько польських позицій генерал Янушайтіс віддав генерала Сікорського доручення поінформувати оборонявся, що в разі наближення радянських солдатів ближче ніж на 300 метрів, вогонь відкривати тільки після триразового попередження.
Німецькі війська в цей день закінчили відведення своїх частин від Львова, передавши свої позиції Червоної Армії. Остаточні втрати 1-ї гірської дивізії під Львовом склали 484 убитих (з них 116 у 99-му гірському полку), 918 поранених і 608 хворих (хвороби поля бою і хвороби ніг). Також німці понесли значні втрати в озброєнні та на бойовій техніці.

### 22 вересня

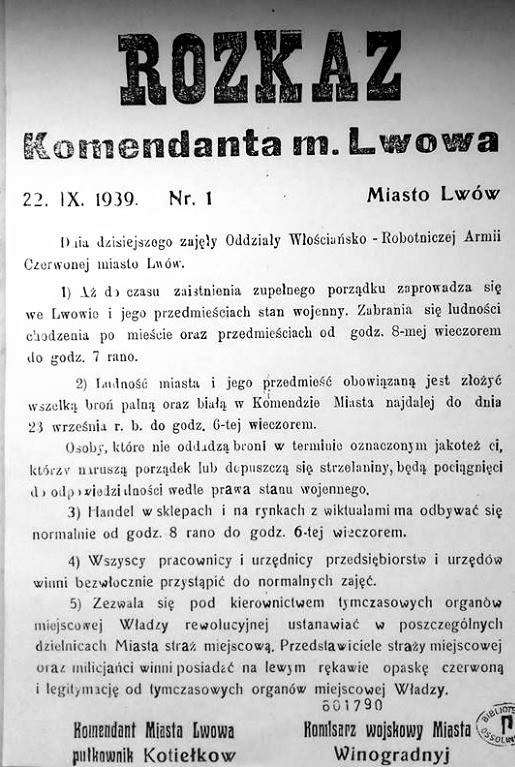
Радянський наказ 22.09.1939

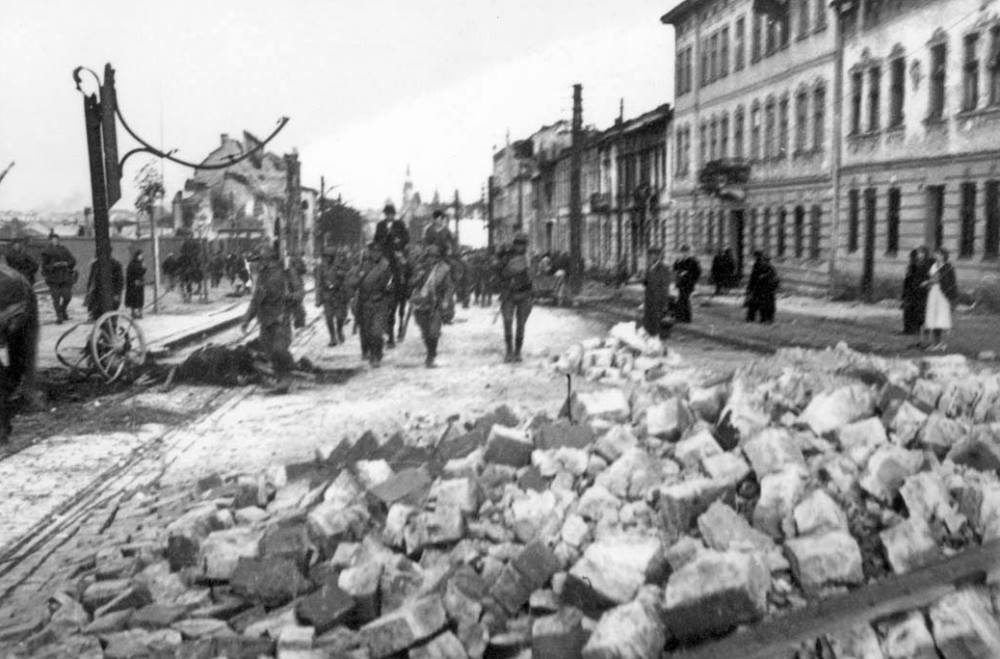
23 вересня 1939 року. Остання польська барикада на вулиці Городоцькій 187—195.

Вранці польська делегація, у складі: генерал Лангнер, полковник Раковський і капітан Казимир Чигирин, як перекладач, зустрілася у Винниках з представниками Червоної Армії. Польські умови були прийняті радянськими представниками без дискусії і обговорення. Був підписаний «Протокол оголошення про передачу міста Львів Червоній Армії» (пол. Protokół ogłoszenia o przekazaniu miasta Lwowa Armii Czerwonej), згідно з яким офіцери отримували гарантії особистої свободи і особистої недоторканності, разом з можливістю виїзду за кордон. Одночасно генерал Лангнер видав «Наказ військам гарнізону Львова», — що описує послідовність і методи залишення міста солдатами, «Наказ солдатам», з подяками за оборону міста і «Звернення до жителів». Не всі військові погодилися з цим рішенням. У будівлю Командування Оборони Львова увірвалася озброєна пістолетами група офіцерів і підофіцерів, що вимагала продовження боротьби. Заспокоїти їх зумів тільки підполковник Антоній Шиманський. Після оголошення інформації про передачу міста радянській стороні безліч рядових бійців було обурені, але до інших інцидентів не дійшло. Поляки виходили з міста в колонах, окремо офіцери, окремо інші військовослужбовці, як і було домовлено з радянською стороною. За межами міста їх супроводжували радянські солдати. По прибуттю в Винники, в порушення підписаних домовленостей, польські офіцери не були відпущені на волю, а були взяті в полон. Вони, як і взяті в інших місцях польські офіцери, потрапили в табори для військовополонених. Деякі офіцери, серед них підполковник Рижинський і полковник Стейфер, зуміли втекти. Решта були впевнені в тому, що радянська сторона буде дотримуватися підписаних домовленостей, і потрапили в полон, де більшість з них, в 1940-му, закінчили своє життя в розстрільних ровах.
Вступаючи до Львова Червона Армія одразу порушила і інші положення підписаних угод. Серед інших порушень — розстріл польських жандармів біля рогатки на вул. Зеленій, а також групи жандармів в Бригідках. З іншого боку, до самого вечора тривали сутички з групами польських солдатів, які відкривали рушничний і кулеметний вогонь з вікон будинків, дахів і дзвіниць костелів. Президент міста Островський надіслав радянському командуванню скаргу на грабежі і насильство, які чинили радянські солдати, але без результату.

## Після здачі міста

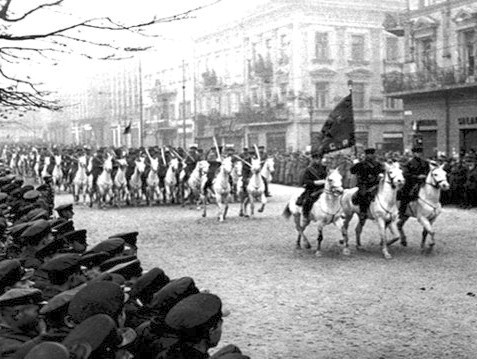
Радянська кавалерія у Львові після капітуляції міста біля Гранд-Готелю

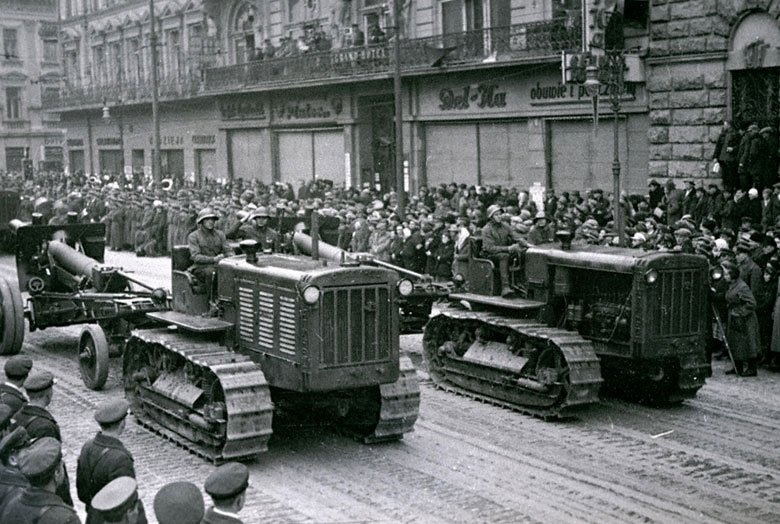
Червона Армія проходить парадом по вулицях міста (1939)

Нова влада провела реєстрацію військових біженців які залишилися в місті. 24 вересня був заарештований Островський, а 27-го генерал Янушайтіс, який вже почав створювати підпільні осередки.
Дещо інакше склалася доля генерала Владислава Лангнера. Після переговорів у Тернополі 24 вересня з командувачем Українським фронтом командармом Тимошенком, який пообіцяв йому дотримуватися прийнятих домовленостей про здачу Львова, 26 вересня він був вивезений у Москву, де зустрівся з начальником Генерального Штабу командармом Б. М. Шапошниковим і з заступником керівника оперативного відділу Штабу Ген, генерал-полковником Івановим. Не вдалося, хоч і планувалося, зустрітися з маршалом Ворошиловим. 4 жовтня генерал Лангнер був повернутий у Львів, щоб повідомити про дотримання радянською владою підписаних 22 вересня домовленостей і про швидке звільнення польських офіцерів — учасників оборони Львова. 18 листопада він таємно залишив місто і дістався до Румунії, а звідти — до складу польського війська на заході.

## Підсумок

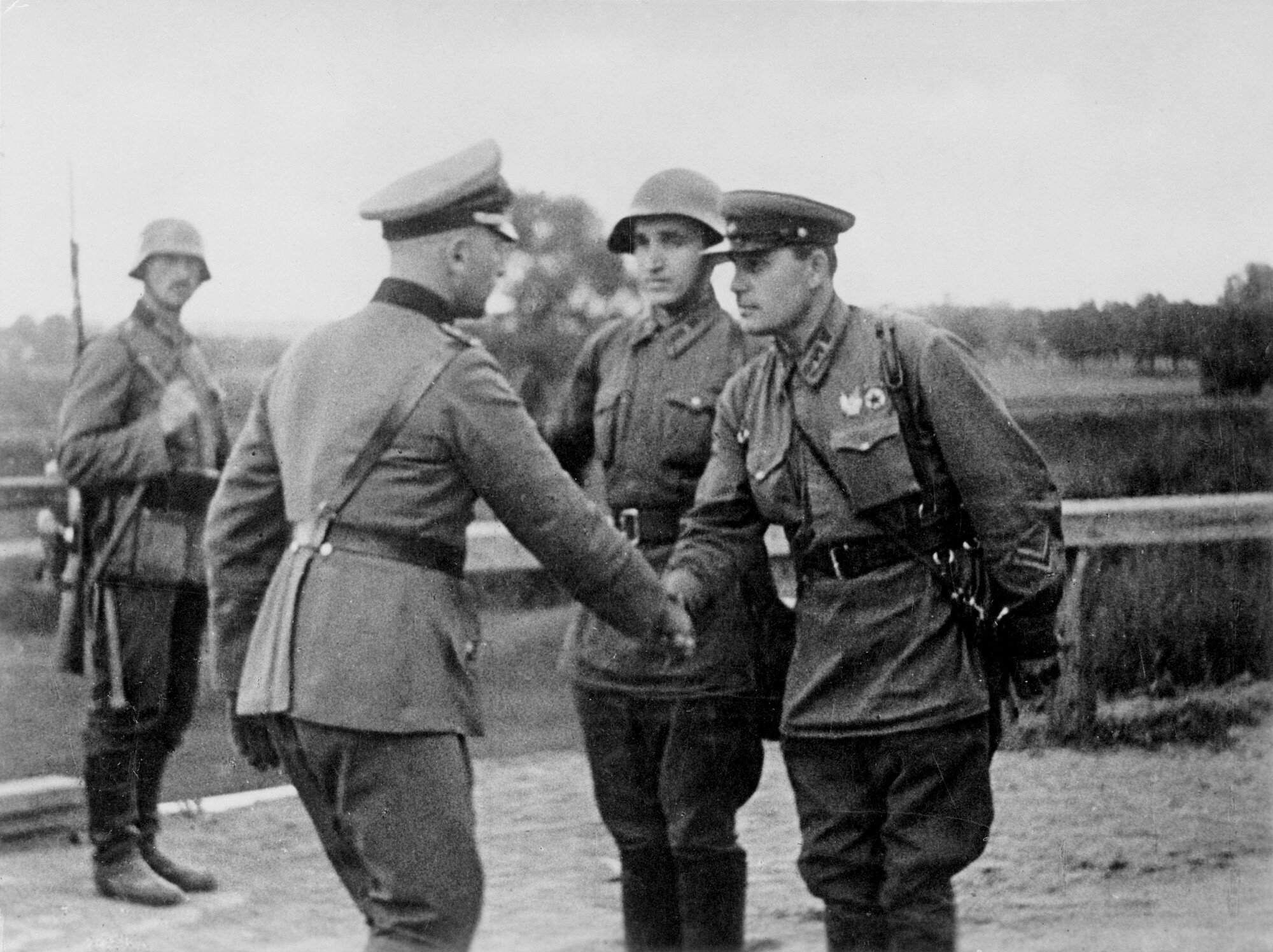
Зустріч радянських і німецьких офіцерів, жовтень 1939 року.

Німецька сторона проводила під Львовом інтенсивні бойові дії. Найбільш активною була 1-ша гірська дивізія, добре навчена і озброєна і діяла окремо від інших німецьких підрозділів. Після невдачі взяття міста сходу, німецькі гірські стрільці посіли на наступний день всі панівні над містом висоти. Високої оцінки заслуговує розвідка дивізії, підтримка зв'язку між підрозділами і маскування справжньої чисельності підрозділів. Відмінно використовувалися сила вогневих засобів і легкої артилерії. Німецькі підрозділи добре маневрували по внутрішніх лініях, завдяки чому з однієї сторони вели дії проти групи генерала Соснковського, а з другого — проводили бойові операції проти захисників Львова. І все це силами практично одній дивізії.

Польське командування, навпаки, не використовувало знання місцевості, були також великі проблеми з розвідкою істинної сили німецьких частин. Головною проблемою була погана система командування і ненадійність зв'язку, що, в принципі, робило неможливим проведення взаємопов'язаних дій гарнізону Львова з 10-ї кав. бригадою, а потім і з групою генерала Соснковського. Польські дії вражали відсутністю віри у власні можливості, що призводило до рішень про проведення важливих операцій недостатніми силами. Головнокомандувач ЗС Польщі Едвард Ридз-Смігли в «Директиві про концентрацію своїх сил на півдні» вказував: 
Залишити для оборони Львова і Перемишля необхідний гарнізон, виділивши лише мінімум частин з урахуванням дійсних потреб. 
Гарнізон Львова, якому було наказано оборонятись на місці до останнього, грав роль лише «прикриття військ, що відходять з Середньої Польщі» (Ф. Голіков «Про одну фальшивку німецько-фашистських генералів»). З іншого боку, генерал Лангнер неодноразово завищував можливості німецьких підрозділів.
Можливо, що помилкою був невивід сил з міста у південному або південно-східному напрямку, можливий ще в ніч з 17 на 18 вересня. Незрозумілими були також оптимізм і віра в радянські обіцянки, що призвело до швидкої здачі міста Червоній Армії. Стан запасів, фортифікацій і озброєння, а також настрій солдатів, давали можливості набагато більш тривалої оборони міста.